# Giovanni Battista Moroni

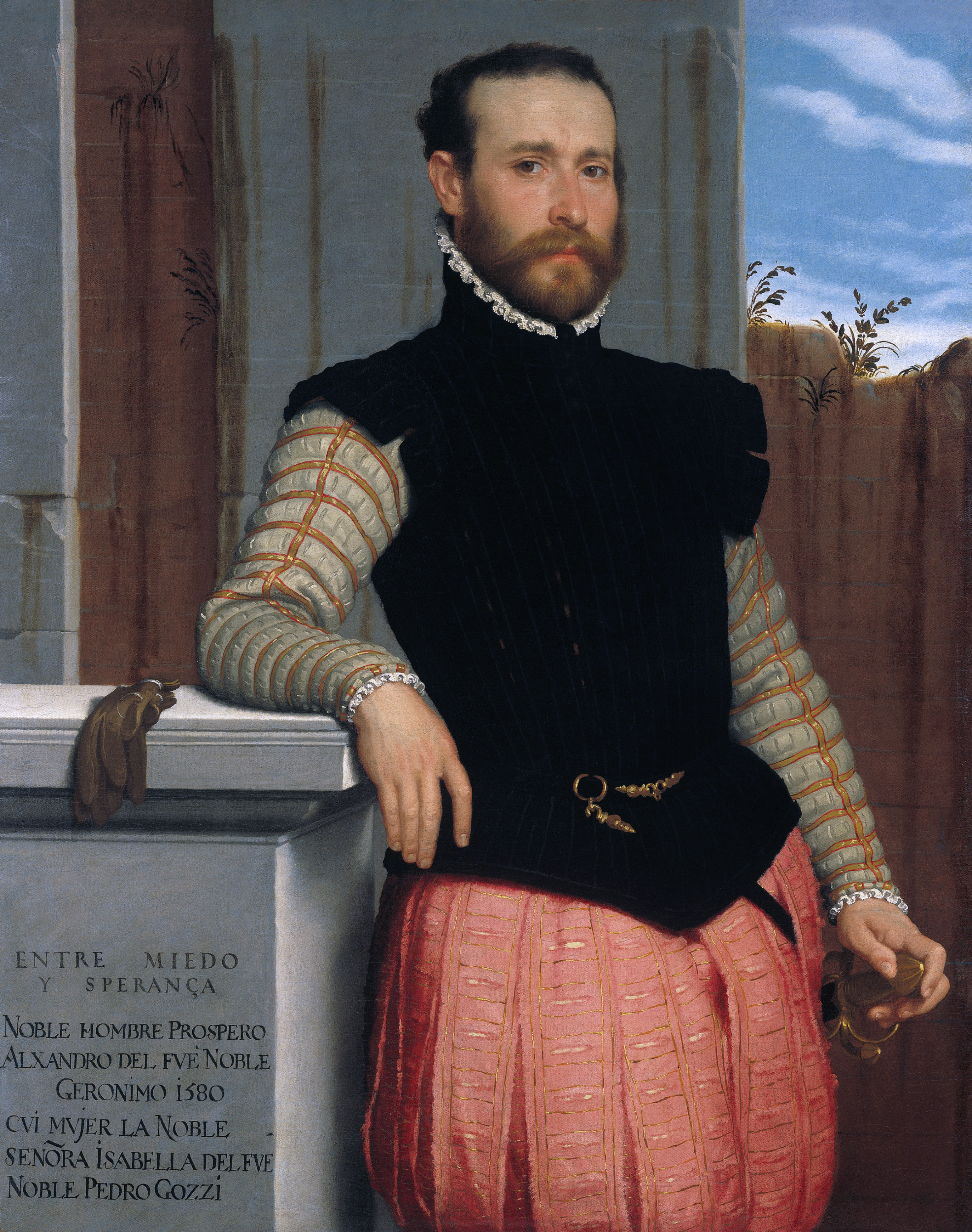
Porträtt målat av Moroni från 1560

Giovanni Battista Moroni, född någon gång mellan 1520 och 1525 i Albino nära Bergamo, död 1578 på samma ort, var en italiensk konstnär.
Moroni var elev till Moretto da Brescia, till vars ateljé han kom 1540. Han målade altartavlor, varav några finns i Milano men de flesta i trakten kring Bergamo. Altartavlorna är dock inte hans verkliga styrka, och han följde vid deras utförande mest sin lärare i spåren. I stället är det för sina själfulla porträtt målade i manieristisk stil han främst är känd, ofta med karakteristik av personens yrke.